# Haxe (fartyg)
Denna artikel handlar om segelfartygstypen haxe. För datorspråket Haxe, se Haxe.

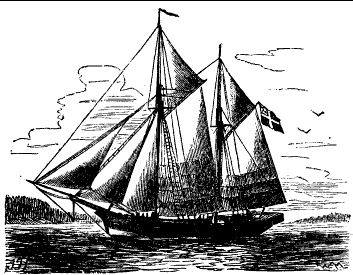
Ketchriggad galeas

En haxe är ett litet och flatbottnat bruksfartyg för kustsjöfart, riggat som galeas, vilket användes under 1700- och 1800-talen.
Termen haxe används främst i norrländska dialekter. Namnet haxe kommer från haaksi på finska, ett ålderdomligt ord för skuta, eller mindre fartyg. Haxen användes främst för frakt, men också för fiske, utefter Norrlandskusten. Den kunde transportera upp till 30 personer och användes till exempel av gävlefiskarena vid flyttnimg till och från sommarfiskeorter i Ångermanland.
Haxe (älvhaxe) kallades också de grundgående skutor som på 1600-talet användes för att frakta järnslig på Ångermanälven från omlastningshamnen Hammar vid Nyland till  Graninge bruk.
De tidigaste haxarna var små och riggade med en mast med råsegel. Senare omtalas både mindre klinkbyggda, odäckade haxar samt större kravellbyggda däckade. Av haxarna i skeppslistan i Gävle 1783–1784 framgår att av stadens 36 haxar var 5 galeaser på mellan 33 och 47 läster, 5 jakter på 17–25 läster och 26 mindre fartyg på 7–17 läster.

## Haxen Anna
År 1764 fanns 60 haxar i Gävle. År 1850 fanns 20-30 skutor kvar och 1873 fyra. Den sista haxen som användes av gävlefiskare anses vara familjen Erik August Grellsons galeas Anna, som använde Trysunda som gävlebohamn fram till 1899. Därefter användes Anna för fraktfart längs ostkusten. Anna var på 44 registerton, 17,5 meter lång och 5,6 meter bred.